# Deuxième circonscription d'Amiens (IIIe République)
La deuxième circonscription d'Amiens était, sous la Troisième République, une circonscription législative française de la Somme.

## Description géographique et démographique

### 1876 - 1898

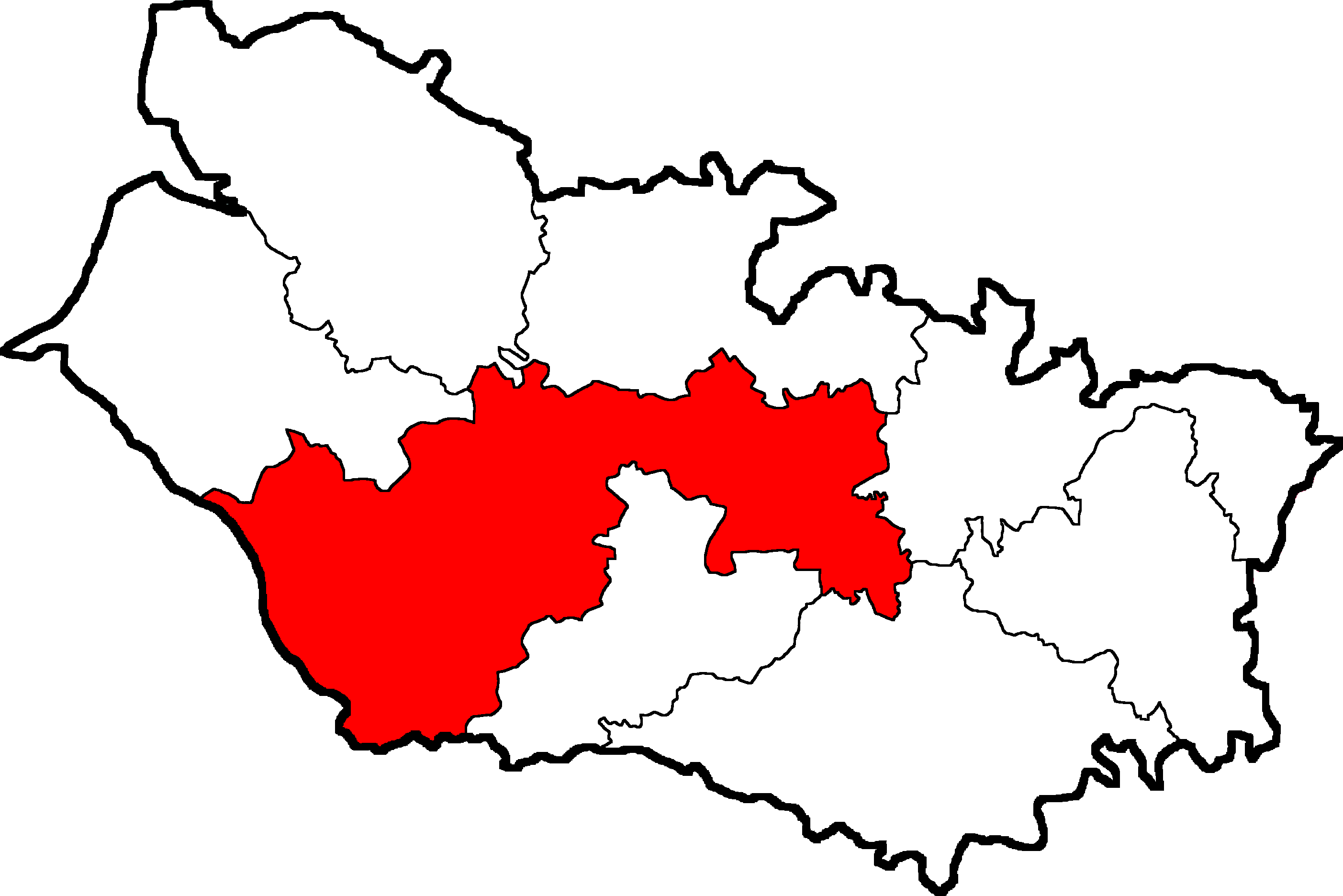
Circonscription de 1876 à 1898.

Elle fut créée avec loi organique du 30 novembre 1875 pour l'élection législative de 1876.
Elle est délimitée par deux des quatre cantons d'Amiens et de cantons nord-ouest de l'amiénois :
- Canton d'Amiens-Nord-Est
- Canton d'Amiens-Sud-Est
- Canton de Corbie
- Canton de Hornoy-le-Bourg
- Canton de Molliens-Dreuil
- Canton d'Oisemont
- Canton de Picquigny
- Canton de Poix-de-Picardie
- Canton de Villers-Bocage

### 1898-1902

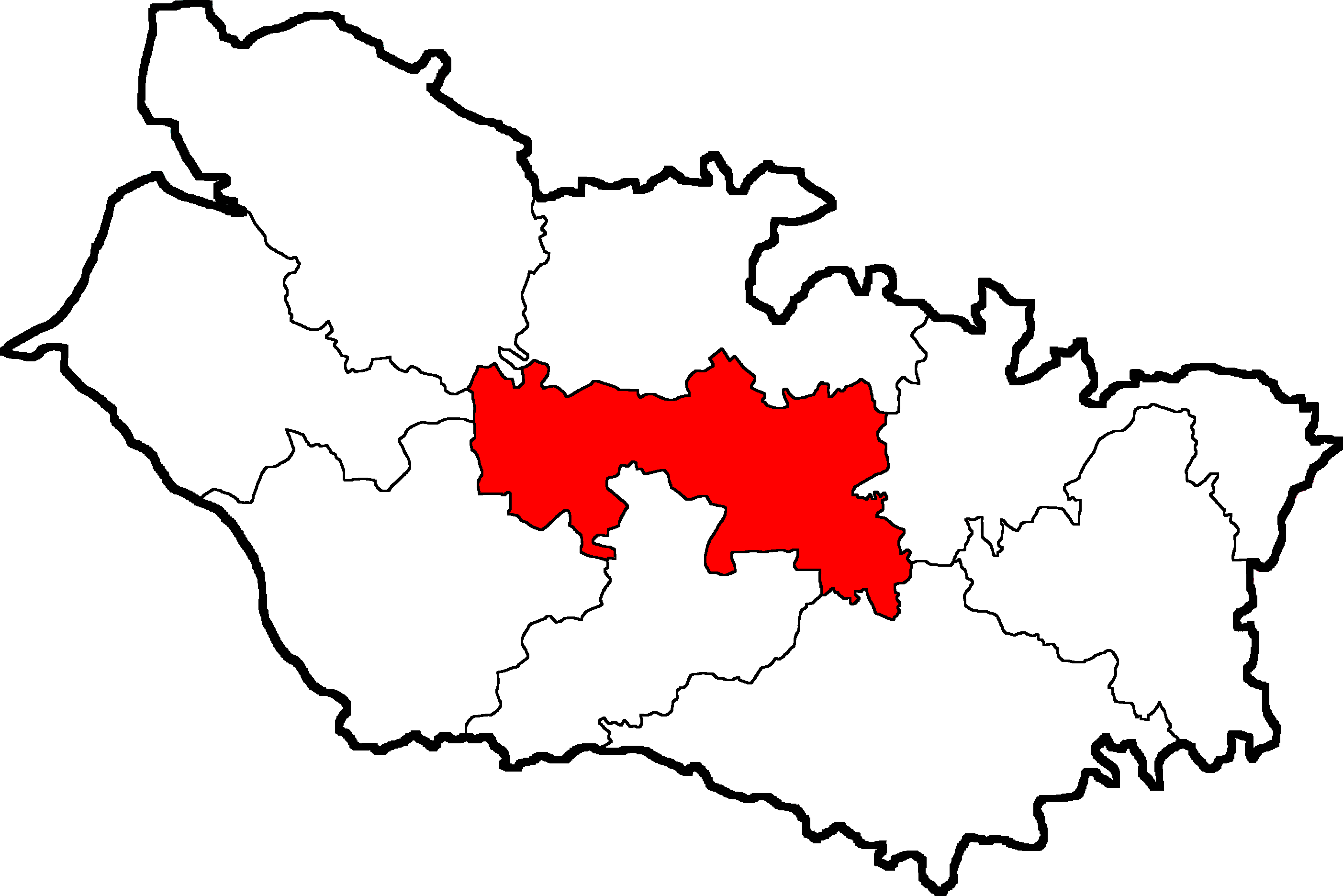
Circonscription de 1898 à 1902.

En 1898, la deuxième circonscription d'Amiens est divisée en deux, la partie nord gardera le nom de la circonscription.
Elle est délimitée par cantons suivants :
- Canton d'Amiens-Nord-Est
- Canton d'Amiens-Sud-Est
- Canton de Corbie
- Canton de Picquigny
- Canton de Villers-Bocage

Les circonscriptions de l'arrondissement d'Amiens seront redécoupées en 1902.

### 1902-1919

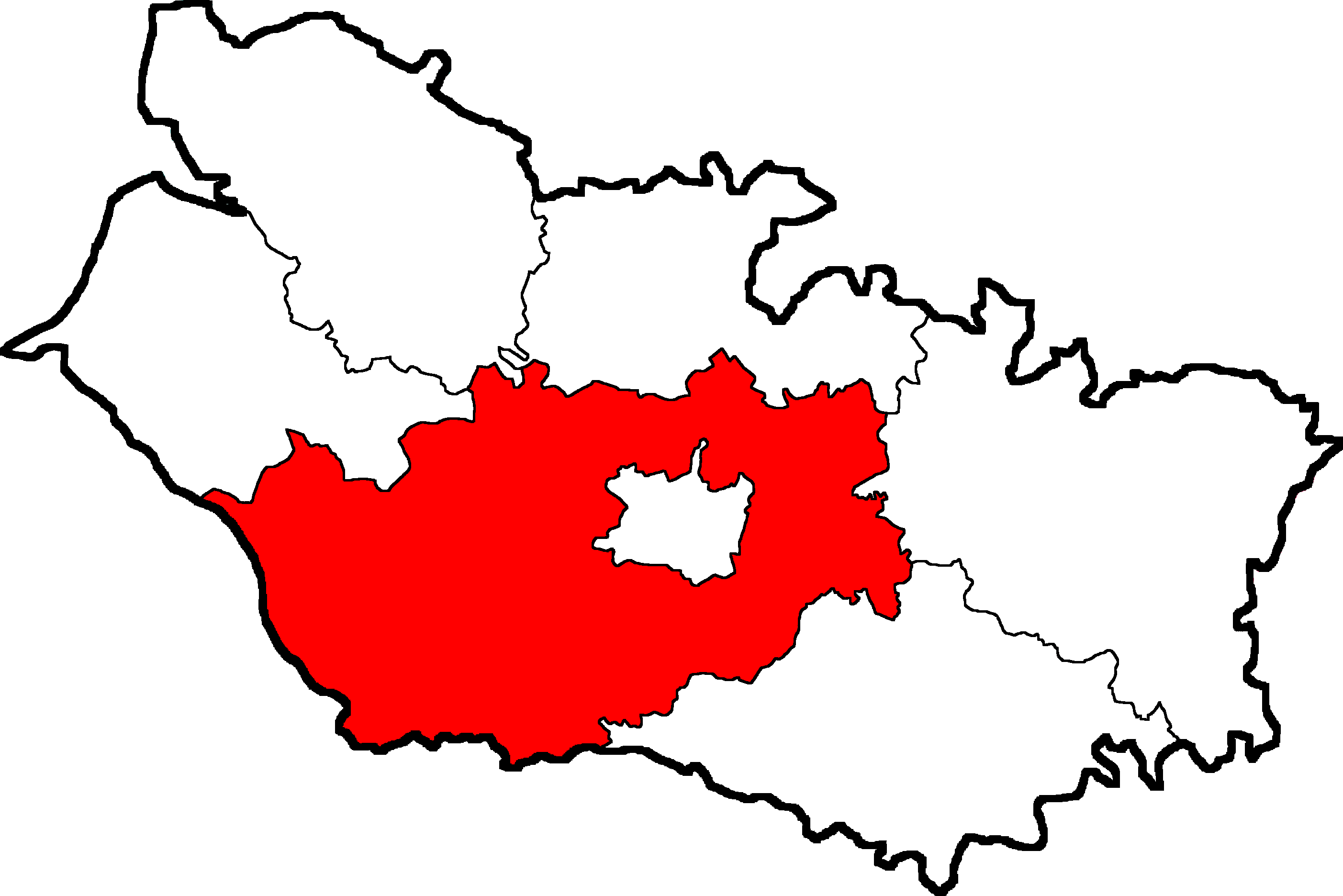
Circonscription de 1902 à 1919.

À la suite du redécoupage de 1902, la deuxième circonscription d'Amiens est composée de tous les cantons de l'arrondissement d'Amiens excepté ceux de cette ville. Elle sera active de 1902 à 1919 puis de 1928 à 1940.
Elle est délimitée par les quatre cantons d'Amiens :
- Canton de Boves
- Canton de Conty
- Canton de Corbie
- Canton de Hornoy-le-Bourg
- Canton de Molliens-Dreuil
- Canton d'Oisemont
- Canton de Picquigny
- Canton de Poix-de-Picardie
- Canton de Villers-Bocage

La circonscription fut supprimée par la loi du 12 juillet 1919 qui institua un scrutin de liste avec représentation proportionnelle.

### 1928-1940

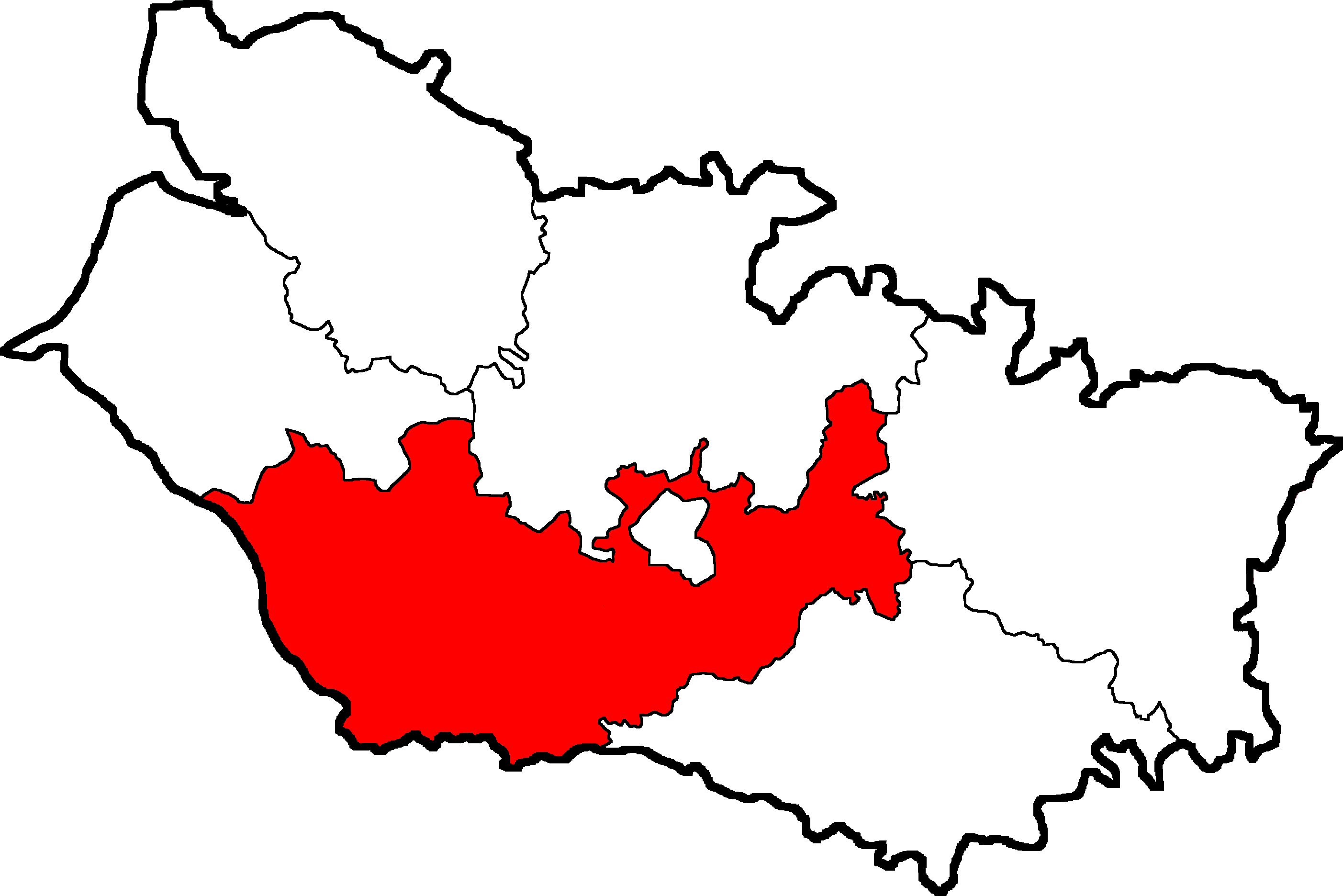
Circonscription de 1928 à 1940.

À la suite de l’absorption de l'arrondissement de Doullens et de la loi du 21 juillet 1927, les circonscriptions de l'arrondissement (sauf la première) sont redécoupées.
La nouvelle deuxième circonscription d'Amiens est délimitée par les cantons suivants :
- Canton de Boves
- Canton de Conty
- Canton de Corbie
- Canton de Hornoy-le-Bourg
- Canton de Molliens-Dreuil
- Canton d'Oisemont
- Canton de Poix-de-Picardie

Avec la fin de la Troisième République et les pleins pouvoirs confiés au maréchal Philippe Pétain, les circonscriptions législatives sont supprimées, le 10 juillet 1940.

## Historique des députations

### 1876 - 1885
| Législature      | Début           | Fin             | Député                          | Parti / Idéologie | Parti / Idéologie   | Observation                                                                                   |
| ---------------- | --------------- | --------------- | ------------------------------- | ----------------- | ------------------- | --------------------------------------------------------------------------------------------- |
| Ire législature  | 8 mars 1876     | 25 juin 1877    | Charles Langlois de Septenville |                   | Bonapartiste        | Mandat écourté à la suite d'une dissolution parlementaire décidée par le président Mac Mahon. |
| IIe législature  | 7 novembre 1877 | 27 octobre 1881 | Charles Langlois de Septenville |                   | Bonapartiste        |                                                                                               |
| IIIe législature | 28 octobre 1881 | 9 novembre 1885 | Ernest Dieu                     |                   | Gauche républicaine |                                                                                               |

Les députés de la IVe législature (1885-1889) ont été élus au scrutin de liste majoritaire départementales. 

### 1889 - 1898
| Législature     | Début            | Fin             | Député                        | Parti / Idéologie | Parti / Idéologie | Observation |
| --------------- | ---------------- | --------------- | ----------------------------- | ----------------- | ----------------- | ----------- |
| Ve législature  | 12 novembre 1889 | 16 janvier 1892 | Charles de Dompierre d'Hornoy |                   | Royaliste         |             |
| VIe législature | 15 octobre 1893  | 31 mai 1898     | Alphonse Fiquet               |                   | Radical           |             |

### 1898 - 1902
| Législature      | Début         | Fin         | Député          | Parti / Idéologie | Parti / Idéologie | Observation |
| ---------------- | ------------- | ----------- | --------------- | ----------------- | ----------------- | ----------- |
| VIIe législature | 1er juin 1898 | 31 mai 1902 | Alphonse Fiquet |                   | Radical           |             |

### 1902 - 1919
| Législature       | Début           | Fin             | Député          | Parti / Idéologie | Parti / Idéologie | Observation                                          |
| ----------------- | --------------- | --------------- | --------------- | ----------------- | ----------------- | ---------------------------------------------------- |
| VIIIe législature | 1er juin 1902   | 31 mai 1906     | Alphonse Fiquet |                   | Parti radical     |                                                      |
| IXe législature   | 1er juin 1906   | 3 janvier 1909  | Alphonse Fiquet |                   | Parti radical     | Élu sénateur lors des élections du 3 janvier 1909    |
| IXe législature   | 19 janvier 1908 | 31 mai 1910     | René Jouancoux  |                   | Parti radical     | Élu lors d'une élection partielle le 19 janvier 1908 |
| Xe législature    | 1er juin 1910   | 6 juillet 1910  | René Jouancoux  |                   | Parti radical     |                                                      |
| XIe législature   | 1er juin 1914   | 7 décembre 1919 | René Jouancoux  |                   | Parti radical     |                                                      |

Les députés des XIIe (1919-1924) et XIIIe législature (1924-1928) ont été élus au scrutin à système mixte majoritaire-proportionnel dans le cadre du département, adopté par la loi du 12 juillet 1919.

### 1928 - 1940
| Législature      | Début         | Fin             | Député          | Parti | Parti                 | Observation                                             |
| ---------------- | ------------- | --------------- | --------------- | ----- | --------------------- | ------------------------------------------------------- |
| XIVe législature | 1er juin 1928 | 31 mai 1932     | Jean Masse      |       | Alliance démocratique |                                                         |
| XVe législature  | 1er juin 1932 | 31 mai 1936     | Louis Lallemant |       | Parti radical         |                                                         |
| XVIe législature | 1er juin 1936 | 21 janvier 1940 | Louis Prot      |       | Parti communiste      | Déchu de son mandat avec les autres députés communistes |

## Historique des élections
Voici la liste des résultats des élections législatives dans la circonscription de 1876 à 1936 : 